# Avenue Molière (Paris)
Pour les articles homonymes, voir Avenue Molière.
L'avenue Molière est une voie privée du hameau Boileau, situé au no 38 de la rue éponyme dans le 16e arrondissement de Paris, en France.

## Situation et accès
Cette voie fait partie du hameau Boileau.
L'avenue Molière est desservie à proximité par les lignes 9 et 10 à la station Michel-Ange - Molitor.

## Origine du nom

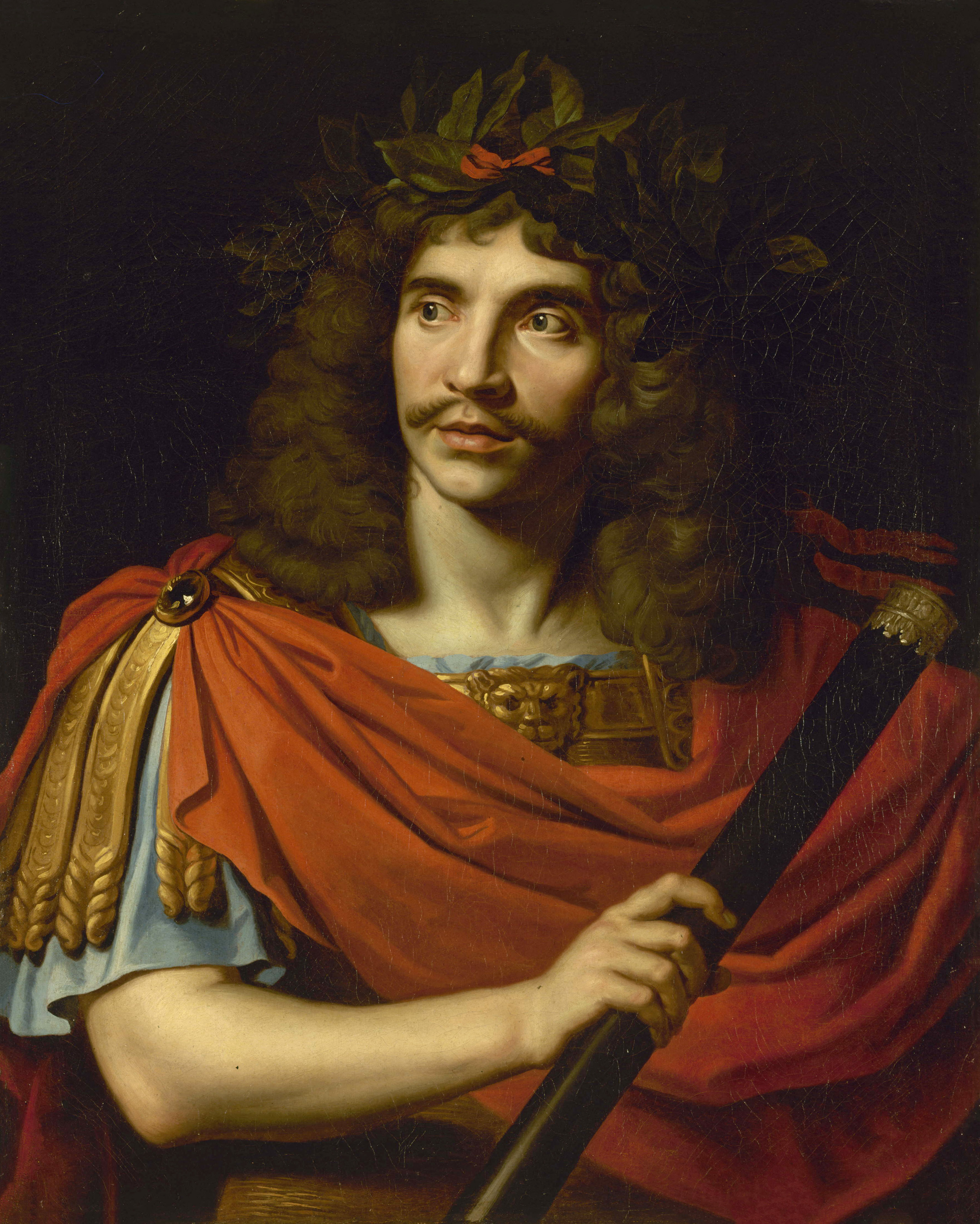
Molière.

Cette voie tient son nom du dramaturge Molière (1622-1673).

## Historique
Cette voie est créée en 1838, sous sa dénomination actuelle, sur le terrain de l'imprimeur Rose-Joseph Lemercier et a été dessinée par l'architecte Théodore Charpentier.
Le hameau Boileau a été classé comme site par décret du 3 juillet 1970 alors qu'il faisait face à des menaces de démolition de la part de promoteurs immobiliers.